# Ljubo Babić
Ljubo Babić (Jastrebarsko, 14. lipnja 1890. – Zagreb, 14. svibnja 1974.), hrvatski slikar, povjesničar umjetnosti, likovni pedagog, ilustrator i scenograf.
Njegovo slikarstvo tematski je vrlo raznoliko: slikao je portrete, krajolike, studije, mrtve prirode, motive iz narodne poezije i folklora. Izražavao se u različitim slikarskim i grafičkim tehnikama kao što su tempera, ulje, akvarel, kreda, bakropis, litografija. U likovno stvaralaštvo unosi i svoje osobno proživljavanje umjetničkih, kulturnih i političkih zbivanja u kojima je aktivno sudjelovao.
Surađivao je s redateljem Brankom Gavelom u izradi brojnih scenografija za dramsko kazalište u Zagrebu. Ostvario je više od 200 scenografskih postava. Godine 1940. postao je redoviti profesor na zagrebačkoj Umjetničkoj akademiji. Organizirao je mnogobrojne likovne izložbe u zemlji i inozemstvu i objavio niz radova iz povijesti umjetnosti i kritičkih prikaza o suvremenim likovnim zbivanjima. Opremio je i ilustrirao mnogobrojne knjige, radio nacrte za plakate, interijere i predmete umjetničkoga obrta.

## Životopis

### Obitelj
Sin suca Antuna Babića i Milke rođ. Kovačić, nećak pisca Ljube Babića st. (tj. Ksavera Šandora Gjalskog). Babić potječe iz obitelji kojoj je Karlo VI. Habsburški – zbog zasluga – podijelio plemstvo 1716. Ne pripada starom, krvnom plemstvu, ali su i dva stoljeća vlastelinske, plemenitaške tradicije očito utisnula svoj trag. Sudeći po nekoliko naraštaja jurista, Babićevi su (mogli biti) »beamtersko plemstvo« s obiteljskim gnijezdom u Gredicama kraj Zaboka. Kasno plemstvo nije donijelo nasljedne dvorce i kurije, pa su Gredice Babićevi prvo uzeli u najam da bi ih, na kraju, slikarev pradjed Matija otkupio.

### Rani život i obrazovanje
Pučku je školu, slijedom očevih premještaja, polazio u Podravskoj Slatini, Glini i Jastrebarskom. Srednju školu isprva pohađa u Bjelovaru, a zadnja dva razreda u Klasičnoj gimnaziji u Zagrebu, gdje mu se (od 1906.) ustalila obitelj. Još kao gimnazijalac polaznik je privatne slikarske škole Mencija Clementa Crnčića i Bele Csikosa Sesije, a od školske godine 1907/1908. učenik je tek utemeljene Privremene više škole za umjetnost i umjetni obrt. Po završetku Klasične gimnazije (1908.) upiše, na očev poticaj, studij na Pravnom fakultetu, ali ga zanemari i nađe u slikarstvu svoj životni poziv.
Zahvaljujući stipendiji grofa Pejačevića mogao je krenuti na inozemno školovanje i upisati, u Münchenu, studij slikarstva (Die Akademie der bildenden Künste). Prve je godine učio crtanje kod A. Janka (1910/1911.), potom slikanje kod Franza von Stucka (1911/1913.).  U Münchenu je završio i tečaj za umjetničku anatomiju na Medicinskom fakultetu kod prof Moliea, dok u Künstlertheateru studira inscenaciju. Od 1913. do 1914. upotpunjava svoje školovanje u Parizu. Bio je na znanstvenim putovanjima u Austriji, Češkoj, na Balkanu, u Njemačkoj, Francuskoj, Švicarskoj, Italiji i Španjolskoj. Početkom rata vraća se u domovinu i otvara »Modernu slikarsku školu« u svome atelijeru u Ilici 52. Ubrzo je ta inicijativa ugasla, a on je prihvatio mjesto nastavnika – od 1940. redovitog profesora – na Umjetničkoj školi – danas ALU – u Zagrebu. 
U Italiji i Francuskoj proboravio je duže vremena proučavajući galerije i umjetničke spomenike, a u Njemačkoj 1930. ustrojstvo umjetničkih nastavnih zavoda. Tridesetih godina obilazi europske škole i zavode ne bi li, ponukan tuđim iskustvima, unaprijedio nastavu na zagrebačkoj Akademiji. 
Na Filozofskom fakultetu u Zagrebu diplomirao je 1932. povijest umjetnosti.

## Umjetnički rad
Još kao učenik Umjetničke škole izrađuje na Crnčićevu triptihu Pogled s Plasa desni dio. Prvi put priređuje izložbu 1910. za otvorenje Ullrichova salona u Zagrebu. 1911. izlaže u Rimu, 1912. u Münchenu, a 1913. u bečkoj Secesiji; iste godine priređuje prvu kolektivnu izložbu u Umjetničkom paviljonu u Zagrebu. Godine 1916. učestvuje kod organiziranja Hrvatskog proljetnog salona. Uz njegovu suradnju osnovana je 1923. Nezavisna grupa umjetnika, Grupa četvorice 1928., a 1929. Grupa trojice, kasnije 1936. Grupa hrvatskih umjetnika i 1939. Hrvatski umjetnici. U ovim skupinama samostalno izlaže četvrt stoljeća, gotovo svake godine, te je priredio preko trideset izložba u Zagrebu i većim mjestima Hrvatske, Slovenije i Srbije. U Parizu je izlagao 1914., 1919. i 1925., zatim u Barceloni, Londonu, Leipzigu 1927., Berlinu 1936., New Yorku 1939, Lyonu, Milanu i na Venecijanskom bienalu 1938.
Kao prvi kustos zagrebačke Moderne galerije organizira 1918. – 1919. prvi postav te galerije i prvu kolekciju slika – dotad gotovo nepoznatog –Josipa Račića, a kao tajnik kulturno-povijesne izložbe grada Zagreba 1925. izložbu prigodom proslave tisućite godišnjice hrvatskog kraljevstva. Uređuje 1932. izložbu naše knjige u Leipzigu. 
Godine 1928. sudjeluje kod organiziranja prve veće izložbe suvremene francuske, a 1930. suvremene njemačke umjetnosti u Zagrebu. Organizira 1935. godine niz retrospektivnih izložaba „Sto godina hrvatske umjetnosti“ prigodom pedesete godišnjice Strossmayerove galerije, surađuje kod organizacije međunarodne lovačke izložbe u Berlinu i umjetno-obrtne izložbe u New Yorku 1939.
Ilustrirao je i opremao pojedina hrvatska književna djela: Narodne priče i pjesme, Nazorove Hrvatske kraljeve i Tolstoja. Crta i osniva na stotine naslovnih strana različitih 
književnih izdanja. 
U travnju 1941. godine Ljubo Babić dizajnira državnu zastavu Nezavisne Države Hrvatske i prvu seriju novca. Također je dizajnirao vojne oznake ustaške vojnice. Likovno je uredio veleposlanstvo NDH u Berlinu.
Zbog svog umjetničkog djelovanja za vrijeme NDH Babić je bio 1945. isključen na šest mjeseci iz Udruženja likovnih umjetnika Hrvatske, što je bio rezultat nesnošljivosti Đure Tiljka prema Ljubi Babiću.
Bio je nekoliko godina direktor Strossmayerove galerije starih majstora HAZU – imenovan 1947. – koju je temeljito preuredio, organiziravši i nov muzejski postav., Uredio je pregled hrvatskog XIX. st. na I. katu MG (1948.), Izložbu srednjovjekovne umjetnosti naroda Jugoslavije u Parizu (1950.) i Zagrebu (1951.) i dr.

## Scenografski rad
Značajan je Babićev rad i u struci kazališne scenografije. S kazalištem je došao u vezu još za boravka u Münchenu, kada je na preporuku Stuckovu radio u ondašnjem Künstlertheatru. U Zagrebu je osnovao prvo marionetsko kazalište, a 1918. započinje inscenacijom Strindbergova Vampira u hrvatskom kazalištu u svojstvu scenografa.  Zajedno s Brankom Gavellom, Babić reformira hrvatski kazališnu umjetnost, podiže je na visok stupanj i izjednačava s razinom europskih mjerila. Kao autor scenskih oprema prekida sa šablonama jeftinog iluzionizma, unoseći u scenu elemente plastike i konstrukcije, ali pridržavajući uvijek prvotno slikarsko djelovanje, prilagođeno bitnosti pojedinog djela. Njegov scenografski rad sadržava preko 200 kazališnih realizacija.
Jezikom lapidarnim i modernim kretao se između ekspresionističkih rješenja i drastično ogoljenih, geometrijski stiliziranih prizora s naglaskom na prostornosti, a ne slikovitosti prizora. Babićeva scenografija zasniva se uvijek na logici scenskoga zbivanja; kao scenograf on je funkcionalist koji motivira, nizom inventivnih rješenja, razvoj dramske radnje. Izbor njegovih scenografskih rješenja je na velikoj međunarodnoj izložbi u Parizu 1925. zaslužio Grand Prix.
Osim kao slikar, scenograf i pedagog, Babić je razvio zavidnu djelatnost popularizatora i tumača umjetnosti: kao likovni pisac i kritičar (Obzor, Hrvatski dnevnik), kao predavač (Pučko sveučilište) i muzealac. On je i najpouzdaniji interpretator hrvatske likovne baštine u muzejskim ili izložbenim postavama u razdoblju od 1919. do 1948. Inovatorsko su značenje imali i neki njegovi plakati (1910. – 1919.), a naročito je uspješan u opremi knjiga (1908. – 1960.).

## Pedagoški rad
Kaso slikarski pedagog djeluje stalno. Godine 1914. otvorio je privatnu slikarsku školu, od 1916. je učitelj, a od 1940. redoviti profesor Umjetničke akademije u Zagrebu u kojoj je odgojio čitave generacije slikara. Većina današnjih mlađih umjetnika ili je prolazila njegovom školom ili im je bio učitelj u općem tečaju. Među njima su Ernest Tomašević, Đuro Tiljak, Antun Augustinčić, Krsto Hegedušić, Antun Motika, Omer Mujadžić, Ljudevit Šestić, Leo Junek, Vanja Radauš, Vjekoslav Parać, Frano Šimunović, Zoran Mušič, Gabrijel Stupica, Marij Pregelj, Ignjat Job kao i drugi.
Književni rad sinteza je njegove solidne erudicije i dubokog poznavanja materijala, te osobnog slikarskog stava i osjećanja. Objedinio je niz književno-kritičkih i likovno-povijesnih prikaza u časopisima Plamen, Književnik, Suvremenik, Kolo Matice Hrvatske, Hrvatska Revija i Pečat.

## Djela
- Hrvatski slikari od impresionizma do danas, 1929.
- O našem izrazu, Hrvatska revija, 1929.
- Maestral, 1931.
- Dijete i likovni život, 1932.
- Umjetnost kod Hrvata u XIX. stoljeću, 1934.
- Hrvatska grafika u XIX. stoljeću, 1936.
- Pod italskim nebom, Zagreb, 1937
- Umjetnost kod Hrvata u XIX. i XX. stoljeću
- O boji i skladu, 1939.
- Josip Račić, Hrvatska revija, 1930.
- Juraj Plančić, Hrvatska revija,
- Eugéne Delacroix, Hrvatska revija,
- O umjetnosti kod Poljaka, Hrvatska revija, 1933.
- Vjekoslav Karas, Hrvatska revija, 1934.
- Pola vijeka hrvatske umjetnosti, Pečat, 1939., 1-2
- Volumen i prostor HK, 1941.
- Majstori preporoda, Zagreb 1943.
- Boja i sklad, Zagreb, 1943.
- Zlatni vijek španjolskog slikarstva, Zagreb 1944.
- Oblici umieća, Zagreb, 1944.
- Između dva svijeta
- Francusko slikarstvo XIX., zagreb, 1953.
- Između dva svijeta, Zagreb, 1955.
- O slikarstvu Japana, 1963.
- Strzygowski i starohrvatska umjetnost, Književnik, 1930.

O Babiću su pisali: Miroslav Krleža, Antun Gustav Matoš, Milutin Cihlar Nehajev, Vladimir Lunaček, Artur Schneider, Slavko Batušić i razni naši novinski kroničari.

## Galerija radova
| Dolina Horvatske | Portret Miroslava Krleže, ulje na platnu | Moj rodni kraj | Smokvice kod Vignja | Dizajn novčanice od 1000 kuna iz 1941., desno je uvećani revers s inicijalima LjB | Dizajn zastave Nezavisne Države Hrvatske |